# 투카펠
투카펠(스페인어: Tucapel)은 칠레 비오비오주 비오비오현의 코무나이다.